# Кан (река)
Вижте пояснителната страница за други значения на Кан.
Кан е река в Азиатската част на Русия, Южен Сибир, Красноярски край десен приток на река Енисей. Дължината ѝ е 629 km, която ѝ отрежда 121-во място по дължина сред реките на Русия.
Река Кан под името Тихи Кан води началото си от северния склон на хребета Канско Белогорие в планината Източни Саяни, на 1467 m н.в., в югоизточната част на Красноярски край. В горното си течение (315 km) до устието на река Агул Кан е типична планинска река с тясна долина и множество бързеи и прагове и ширина на руслото от 130 до 175 m. След това реката тече през южната част на Приангарското плато, най-напред на север, а след град Канск на запад в широка долина, със спокойно течение и множество меандри, като ширината на руслото ѝ се увеличава от 215 до 425 m, а дълбочината от 2 до 6 m. При град Зеленогорск реката заобикаля от юг и югозапад най-южната част на Енисейското възвишение (рус. Енисейски кряж), завива на север-северозапад и след 65 km се влива отдясно в река Енисей при нейния 2356 km, на 109 m н.в., при село Уст Кан, Красноярски край. В този последен участък долината на реката отново се стеснява и има няколко прага и бързеи (Аракчеевски, коси и Долен), които при маловодие са пречка за корабоплаването.
Водосборният басейн на Кан има площ от 36,9 хил. km2, което представлява 1,43% от водосборния басейн на река Енисей и обхваща югоизточните части на Красноярски край.
Границите на водосборния басейн на реката са следните:
- на север и изток – водосборния басейн на река Ангара, десен приток на Енисей;
- на югозапад и запад – водосборните басейни на реките Туба и Мана, десни притоци на Енисей.

Река Кан получава получава множество притоци, като 5 от тях са дължина над 100 km. По-долу са изброени всичките тези реки, за които е показано на кой километър по течението на реката се вливат, дали са леви (→) или (←), тяхната дължина, площта на водосборния им басейн (в km2) и мястото където се вливат.
- 434 → Анжа 142 / 1530
- 314 ← Агул 347 / 11600, при село Хотилово
- 198 → Голяма Уря 116 / 1360, при село Филимоново
- 151 ← Куриш 110 / 1220, при село Красний Куриш
- 65 → Рибна 288 / 4820

Подхранването на реката е смесено, като преобладава снежното. Пълноводието е през май и юни, след което постепенно намалява. Среден годишен отток при село Подпорог 276 m3/s. Замръзва в края на октомври, а се размразява в края на април.
По течението на реката в Красноярски край са разположени множество населени места, в т.ч. градовете Канск и Зеленогорск и село Ирбейское (районен център).
Река Кан е плавателна до град Канск, а при високи води и до устието на река Агул. Във водосборния басейн на реката попада източната част на големия Канско-Ачински въглищен басейн.